# Cecil Cooper
Cecil Celester Cooper (ur. 20 grudnia 1949) – amerykański baseballista, który występował na pozycji pierwszobazowego.
W czerwcu 1968 został wybrany w 6. rundzie draftu przez Boston Red Sox i początkowo grał w klubach farmerskich tego zespołu, między innymi w Pawtucket Red Sox, reprezentującym poziom Double-A. W Major League Baseball zadebiutował 8 września 1971 w meczu przeciwko New York Yankees jako pinch hitter. W 1972–1973 grał głównie w zespołach farmerskim Red Sox Louisville Colonels i Pawtucket Red Sox z Triple-A. W grudniu 1976 w ramach wymiany zawodników przeszedł do Milwaukee Brewers.
Jako zawodnik Brewers pięć razy zagrał w Meczu Gwiazd, dwa razy zdobył Złotą Rękawicę oraz trzykrotnie otrzymał nagrodę Silver Slugger Award. Ponadto ustanowił dwa rekordy klubowe zaliczając w jednym sezonie 219 uderzeń w 1980 i 126 RBI w 1983, pobity przez Prince'a Fieldera w 2009. W 1983 za działalność charytatywną otrzymał nagrodę Roberto Clemente Award. Po raz ostatni zagrał 12 lipca 1987.
W późniejszym okresie był między innymi członkiem sztabu szkoleniowego w organizacji Milwaukee Brewers i menadżerem Houston Astros.
| Nagroda/wyróżnienie     | Lata                         | Źródło |
| 5× All-Star             | 1979, 1980, 1982, 1983, 1985 | [ 1 ]  |
| 2× Gold Glove Award     | 1979, 1980                   | [ 1 ]  |
| 3× Silver Slugger Award | 1980, 1981, 1982             | [ 1 ]  |
| Roberto Clemente Award  | 1983                         | [ 5 ]  |